# Nagajbaken

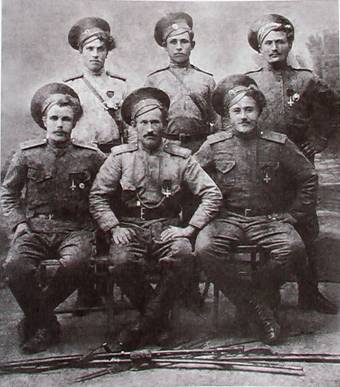
Een groep Nağaybäklär-Kozakken uit de stanitsa Trebiatskaja (1916)

De Nagajbaken (Tataars: Nağaybäklär, ev.: Nağaybäk; [nʌɣɑɪbæk], Russisch: Нагайбаки; Nagajbaki) of Nuğaybəklər zijn een etnische groep in Rusland, die een subdialect van het Middel-Tataars spreken. Ze worden door de Wolga-Tataren en andere omringende volken (waaronder de Russen) als Tataren gezien. In tegenstelling tot de islamitische Tataren, is de meerderheid van hen, net als de Krjasjen, Russisch-orthodox. Voor de Russische wet vormen ze een van de officieel geregistreerde minderheden.
Het grootste deel van de Nagajbaken woont in de districten Nagajbakski en Tsjebarkoelski van de oblast Tsjeljabinsk. Bij de volkstelling van 2002, toen hun etniciteit voor het eerst werd geregistreerd, werden 9.600 Nağaybäklär geteld, waarvan 9.087 in de oblast Tsjeljabinsk.

## Geschiedenis

### Ontstaan
Het is onbekend waaruit de Nagajbaken zijn ontstaan. Sommigen denken dat de Nagajbaken zijn voortgekomen uit de Nogai-Kyptsjaken. Een andere theorie verklaard dat zij een Basjkierse subgroep zijn, die eens werden geleid door een beg (adellijk persoon) met de naam Nağay. Weer andere theorieën zeggen dat het een getatariseerd Fins-Oegrisch volk is, dat vroeger de grenzen bewaakte van het kanaat Kazan. 
In Tatarije is de dominante theorie echter dat ze Dienende Tataren (Yomışlı Tatarlar; een Tataarse bevolkingsklasse) waren in het kanaat Kazan, die door tsaar Ivan IV gekerstend werden en vervolgens werden verplaatst naar de grens tussen de nomadische Basjkieren wiens gebieden reeds waren geannexeerd door Rusland en de Horde-gebieden van de nomadische Kazachen, die nog niet veroverd waren door de Russen. 
In het Russische Rijk stonden ze vanaf het begin van de 18e eeuw bekend als de "Oefimse nieuwgedoopten". De naam 'Nagajbaken' kwam pas in de 19e eeuw in gebruik.

### Kozakken, Tataren en militaire betekenis
De Nagajbaken namen verschillende tradities over van de Kozakken, die naar hun gebieden werden gestuurd om ze te beschermen tegen invallen van buitenaf, en werden daarom soms ook wel Tataar-Kozakken genoemd. De traditionele kleding van vrouwelijke Nagajbaken lijkt op die van de Krjasjen, maar de kleding van de mannen bevat veel elementen van de uniformen van de Kozakken. De Nagajbaken werden in de 18e eeuw onderdeel van de Orenburg-Kozakken als beloning voor hun trouw aan de tsaar tijdens de Basjkierse en Tataarse opstanden van de 18e eeuw.
In 1729 werden 25 Nagajbakse dorpen geteld in de daruğa Kazan van de oejezd van Oefa. Eind 18e eeuw woonden ze vooral in de oejezd van Verchneoeralsk en daarbinnen vooral in het fort Nogajbakski (het huidige dorp Nagajbakski in de oblast Tsjeljabinsk), het dorp Bakaly en nog 12 andere dorpen. Naast Nagajbaken-Kozakken woonden ook veel Teptjaren-Tataren en Krjasjen-Tataren in deze dorpen, waartussen veel huwelijken plaatsvonden.
In de 18e en 19e eeuwen dienden ze in de gouvernementen Oefa en Orenburg. Begin 19e eeuw namen ze deel aan de Napoleonitische oorlogen en de daaropvolgende bezetting van Parijs. Toen ze terugkeerden stichtten ze het dorp Parizj (Russisch voor "Parijs"). Een deel van de Nagajbaken leefden in de Kozakkendorpen Podgorny Girjal, Allabajtal, Iljinskoje en Nezjenskoje van het gouvernement Orenburg. Begin 20e eeuw vermengden zij zich met de Tataarse bevolking en namen de islam aan.

### Nagajbaken in de oblast Tsjeljabinsk
Nu wonen de meeste mensen die zich nog als Nagajbaken identificeren in de districten Nagajbakski en Tsjebarkoelski van de oblast Tsjeljabinsk. Tussen 1920 en 1926 werden zij beschouwd als een aparte "bevolkingsgroep". Bij volkstellingen werden ze apart geregistreerd als Nagajbaken in de toenmalige RSFSR, maar bij latere Sovjetvolkstellingen werden ze weer aangeduid als 'Tataren'. Bij de Sovjetvolkstelling van 1989 was dit nog steeds het geval, maar uit de data valt af te leiden dat zich toen nog steeds 11.200 mensen zo aanduidden. In 2002 was het aantal mensen dat zich tot de Nagajbaken rekende echter teruggelopen tot 9.600.
Abazijnen ·
Abchaziërs ·
Achvachen ·
Adygeeërs ·
Aino ·
Aleoeten ·
Aljoetoren ·
Altaj (Oirot) ·
Andi ·
Armeniërs ·
Avaren ·
Azerbeidzjanen·
Balkaren ·
Baraba ·
Basjkieren ·
Bergjoden ·
Boerjaten ·
Chakassen ·
Chanten ·
Chinezen ·
Dargienen ·
Dolganen ·
Enetsen ·
Evenen ·
Evenken ·
Georgiërs ·
Grieken ·
Ingoesjen ·
Ingriërs ·
Itelmenen ·
Jakoeten ·
Joden ·
Joekagieren ·
Joepiken ·
Kabardijnen ·
Kalmukken ·
Kamtsjadalen ·
Karatsjajers ·
Kareliërs ·
Kazachen ·
Kereken ·
Ketten ·
Komi ·
Koreanen ·
Korjaken ·
Korjo-saram ·
Krim-Tataren ·
Lezgiërs ·
Mansen ·
Mari (Tsjeremissen) ·
Meschetische Turken ·
Mordwienen ·
Nanai ·
Negidalen ·
Nenetsen (Joeraken) ·
Nganasanen ·
Nivchen (Giljaken) ·
Nogai ·
Oedegen ·
Oedmoerten ·
Oekraïners ·
Oeltsjen ·
Oezbeken ·
Oroken ·
Orotsjen ·
Osseten ·
Polen ·
Pomoren ·
Rusland-Duitsers (inclusief Wolga-Duitsers) ·
Russen ·
Samen (Lappen) ·
Selkoepen ·
Sjoren ·
Sojoten ·
Tabassaranen ·
Perzen (Tadzjieken) ·
Taten ·
Teleoeten ·
Tofalaren ·
Tsachoeriërs (Caxur) ·
Tsjerkessen ·
Tsjetsjenen (Noxchi) ·
Tsjoektsjen ·
Tsjoelymen ·
Tsjoevanen ·
Tsjoevasjen ·
Turkmenen ·
Toevanen ·
Wepsen ·
Belarussen (Wit-Russen) ·
Wolga-Tataren ·
Woten